# Laćisled
Laćisled (cyr. Лаћислед) – wieś w Serbii, w okręgu rasińskim, w gminie Aleksandrovac. W 2011 roku liczyła 745 mieszkańców.